# Maison de Battenberg
Pour les articles homonymes, voir Battenberg et Maison de Bulgarie.
La maison de Battenberg est une famille princière allemande, issue d'une branche morganatique de la maison de Hesse.

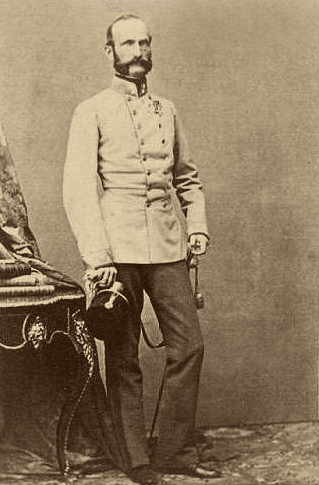
Alexandre, prince de Hesse et du Rhin.

Son fondateur fut le prince Alexandre de Hesse (1823-1898), troisième fils du grand-duc de Hesse Louis II. Le prince Alexandre de Hesse était en réalité le fils illégitime du baron Auguste de Senarclens de Grancy (Vaud, Suisse) qui entretenait des relations intimes avec la princesse Wilhelmine de Bade, épouse du grand-duc de Hesse. Alexandre de Hesse épousa morganatiquement la comtesse Julia Hauke (souvent appelée « von Hauke »), de très récente noblesse polonaise, ce qui fit scandale.
Julia fut faite comtesse de Battenberg en 1851, puis princesse de Battenberg en 1858. Ses enfants et leurs descendants sont exclus de la succession dynastique du grand-duché de Hesse et du Rhin :
- princesse Marie de Battenberg (1852-1923), épouse en 1871 Gustave, prince d'Erbach-Schönberg ;
- prince Louis Alexandre de Battenberg (1854-1921), 1er marquis de Milford-Haven, épouse en 1884 la petite-fille de la reine Victoria, Victoria de Hesse-Darmstadt, sœur de la dernière tsarine :
  - Alice (1885-1969), épouse en 1903 André de Grèce, d'où quatre filles et un fils, dont :
    - Philip, épouse en 1947 la princesse Élisabeth (reine Élisabeth II), d'où trois fils et une fille.

  - Louise (1889-1965), épouse en 1923 Gustave VI Adolphe, roi de Suède, sans postérité ;
  - George Mountbatten (1892-1938), 2e marquis de Milford-Haven, épouse en 1916 la comtesse Nadejda de Torby, d'où une fille et un fils :
    - Tatiana Mounbatten (1917-1988), célibataire ;
    - David Mountbatten (1919-1970), 3e marquis de Milford-Haven, épouse en 1960 Janet Mercedes Bryce, d'où deux fils :
      - George Mountbatten (né en 1961), 4e marquis de Milford-Haven, épouse en 1989 Sarah Georgina Walker, d'où une fille et un fils :
        - Lady Tatiana Helen Georgia Mountbatten (née en 1990), épouse en 2022 Alexander Dru ;
        - Henry (Harry) David Louis Mountbatten, comte de Medina (né en 1991).

      - Lord Ivar Mountbatten (né en 1963), épouse en 1994 Penelope Anne Vere Thompson, d'où trois filles. Il divorce en 2011 et se remarie en 2018 avec James Coyle, devenant le premier membre d'une famille royale à conclure un mariage homosexuel.

  - Louis Mountbatten (1900-1979), vice-roi des Indes, épouse en 1922 L'honorable Edwina Ashley, d'où deux filles :
    - Patricia Mountbatten, 2e comtesse Mountbatten de Birmanie (1924-2017).
    - Pamela Mountbatten (1929-)
- prince Alexandre de Battenberg (1857-1893), fut le premier prince souverain de la Bulgarie. Il épouse morganatiquement en 1889 l'artiste lyrique Johanna Loisinger, titrée comtesse de Hartenau, d'où un fils et une fille :
  - Assen Ludwig Alexander (1890–1965), comte de Hartenau, épouse Bertha Hussa-Lamos (1892-1971), sans postérité.
  - Marie Therese Vera Zwetlana (1893-1935), comtesse de Hartenau.
- prince Henri de Battenberg (1858-1896), épouse en 1885 la fille cadette de la reine Victoria, Béatrice du Royaume-Uni, d'où trois fils et une fille :
  - Alexandre Mountbatten (1886-1960), prince de Battenberg puis 1er marquis de Carisbrooke, épouse en 1917 Lady Irene Denison (1890-1956), d'où une fille ;
  - Victoire Eugénie de Battenberg, épouse en 1906 Alphonse XIII, roi d'Espagne ;
  - Léopold Mountbatten (1889-1922), prince de Battenberg puis Lord Leopold Mountbatten (en 1917) ;
  - Maurice de Battenberg (1891-1914), prince de Battenberg.
- prince François-Joseph de Battenberg (1861-1924).

La maison de Battenberg, soutenue par la reine Victoria Ire du Royaume-Uni, fut rapidement acceptée par les maisons royales européennes, et s'allia avec la famille royale britannique. Au XXe siècle, cette maison donna des princes et princesses consorts à trois trônes.
La branche britannique changea le nom de Battenberg en Mountbatten (qui est la traduction littérale anglaise de l'allemand Battenberg) en raison des mêmes sentiments germanophobes qui eurent cours durant la Première Guerre mondiale et amenèrent la famille royale anglaise à délaisser le nom de Saxe-Cobourg pour Windsor.
À la suite de l'accession au trône d'Élisabeth II en 1952, il fut question de changer le nom de la dynastie des Windsor en celui de Mountbatten. La reine Mary, grand-mère d'Élisabeth, exprima sa grande aversion à cette idée pour les raisons suivantes :
- le prince Philip était en réalité un prince de Grèce, fils du prince André de Grèce, la maison de Grèce étant une branche de la maison d'Oldenbourg-Sonderbourg-Glücksbourg, famille régnante du Danemark. Il n'était pas un membre explicite de la famille Mountbatten, puisqu'il ne l'était que par sa mère (la princesse Alice de Battenberg). Sur les conseils de son oncle maternel, le comte Mountbatten de Birmanie, Philip adopta ce patronyme à consonance plus anglaise lorsqu'il s'engagea dans la marine britannique.
- le nom de Battenberg/Mountbatten est de souche morganatique et donc considéré de moindre prestige pour désigner la dynastie royale britannique. Il faut ici noter que la reine Mary était elle-même issue par son père d'une branche morganatique de la maison royale de Wurtemberg, les ducs de Teck.

Winston Churchill souleva cette question au Parlement, et il fut décidé que le nom officiel de la maison royale resterait Windsor. Cependant, en vertu d'une déclaration faite au Conseil privé en 1960, après que le duc d'Édimbourg fut créé prince du Royaume-Uni, Mountbatten-Windsor devint officiellement le nom de famille s'appliquant aux membres de la lignée masculine descendante de la reine Élisabeth II et du prince Philip ne bénéficiant d'aucun titre royal. Le nom de la maison royale du Royaume-Uni, et s'appliquant aux aînés et héritiers au trône, demeure Windsor, et les membres cadets de la famille royale avec titre et prédicat n'utilisant, selon la coutume, pas de nom de famille, conservent toutefois l'usage du nom de famille Mountbatten-Windsor pour leurs descendants si un patronyme est requis. Les bénéficiaires de ce patronyme sont :
- Louise Mountbatten-Windsor (née 2003) ;
- James Mountbatten-Windsor (né en 2007) ;
- Archie Mountbatten-Windsor (né en 2019), jusqu'en 2023 ;
- Lilibet Mountbatten-Windsor (née en 2021), jusqu'en 2023.

## Armoiries

Quelques armoiries des membres de la Maison de Battenberg (puis Mountbatten)
Armoiries d'Alexander, Leopold et Maurice of Battenberg avant 1917
Armoiries d'Alexander Mountbatten
Armoiries de Leopold Mountbatten
Armoiries de Louis Mountbatten

## Galerie photo des membres de la Maison des Battenberg (puis de Mountbatten)

Quelques membres de la Maison de Battenberg
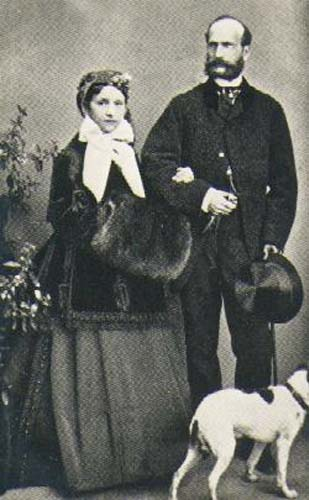
Alexandre de Hesse et la princesse de Battenberg
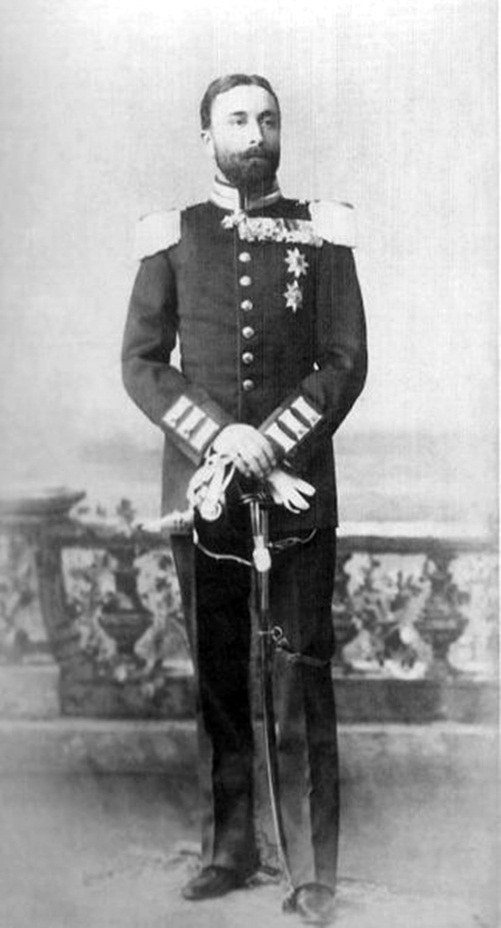
François-Joseph de Battenberg
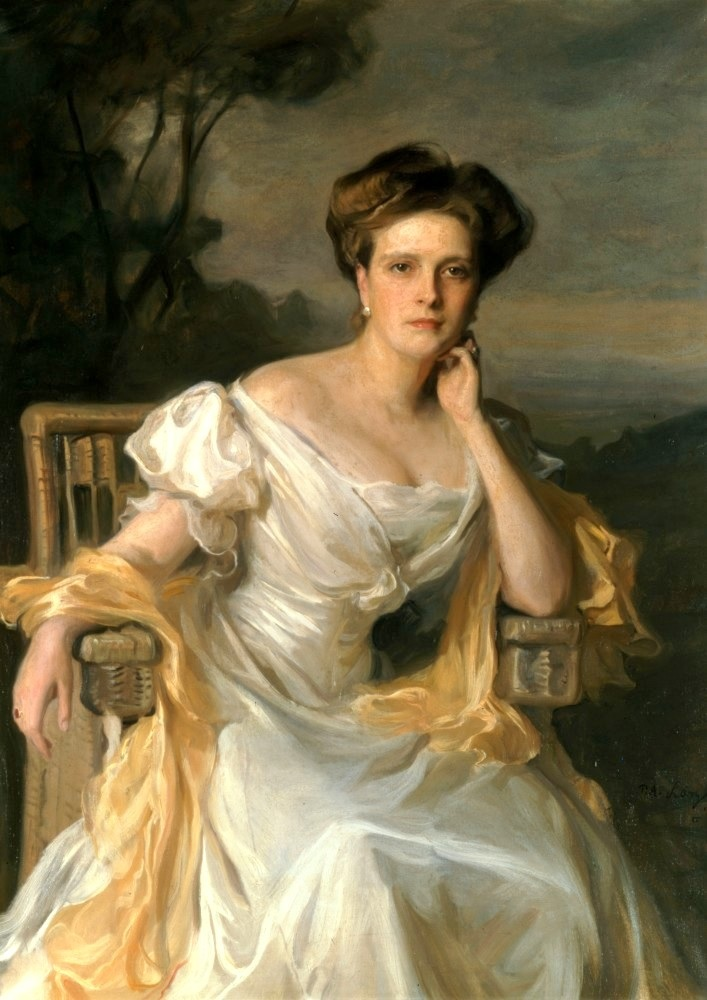
Alice de Battenberg
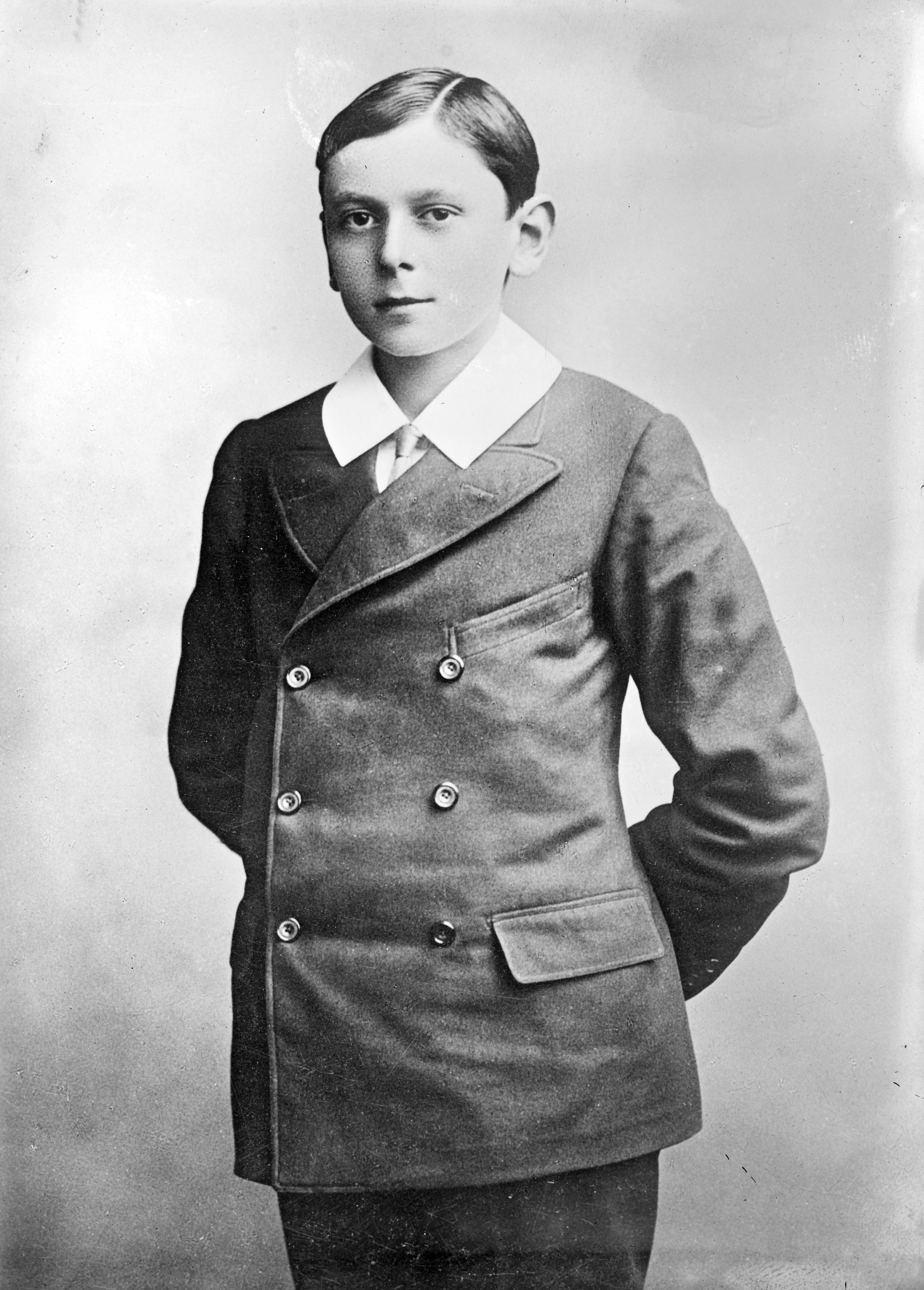
Maurice de Battenberg
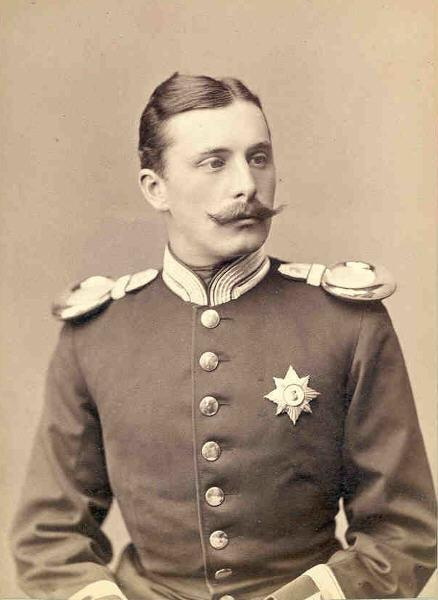
Henri de Battenberg
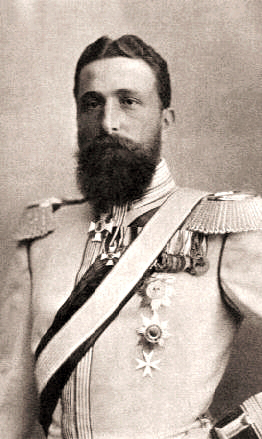
Alexandre de Battenberg, roi de Bulgarie
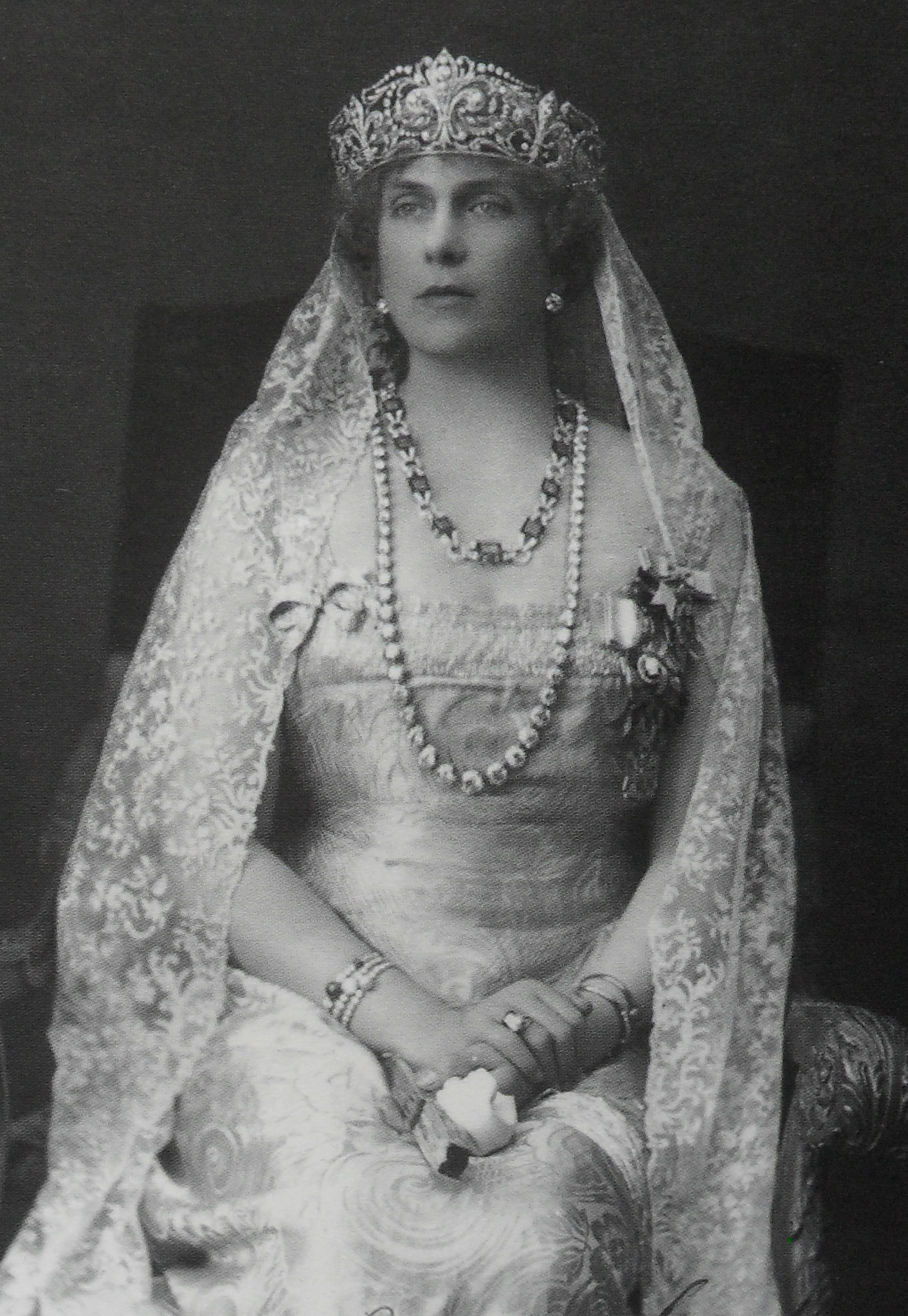
Victoire-Eugénie de Battenberg, reine d'Espagne
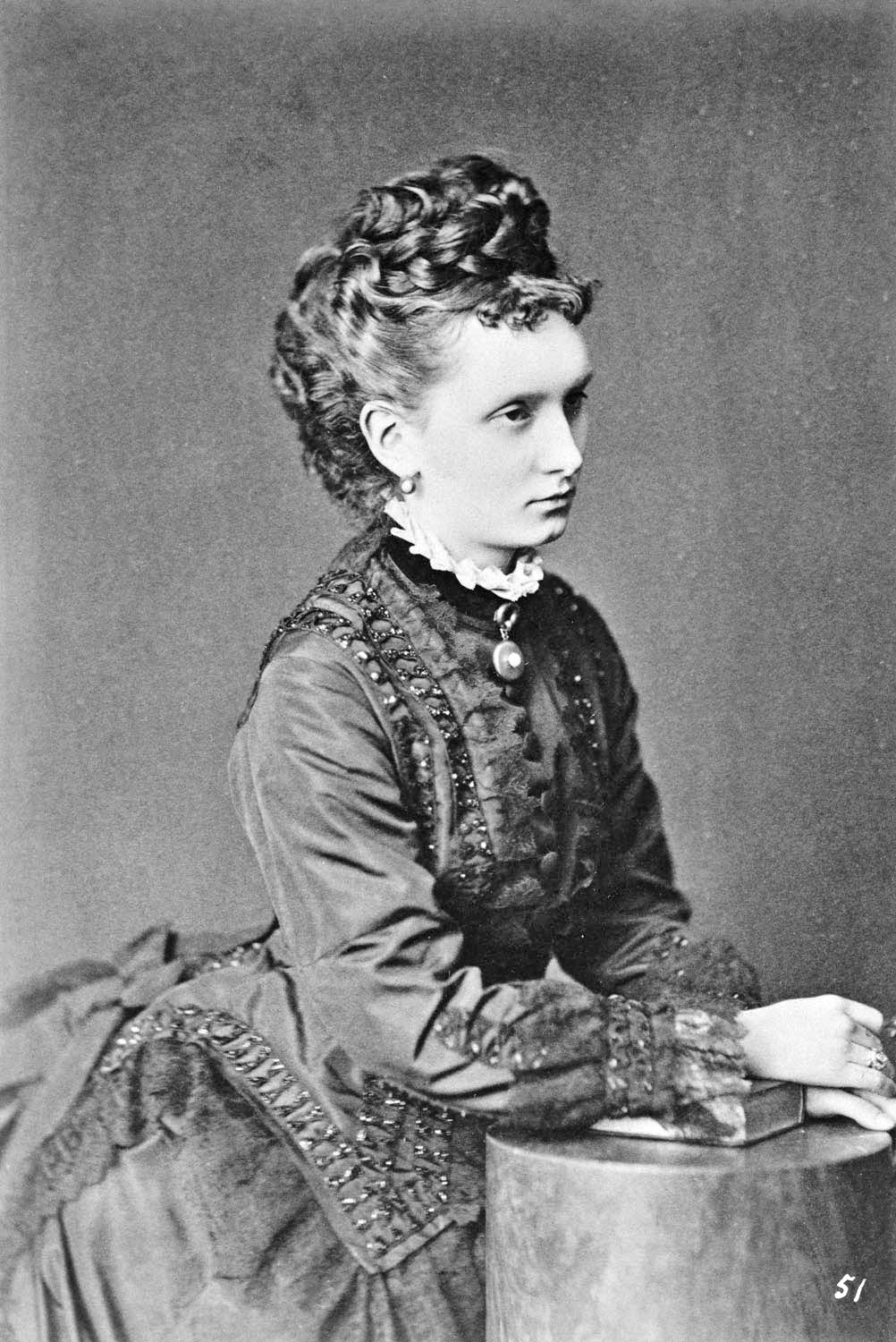
Marie de Battenberg
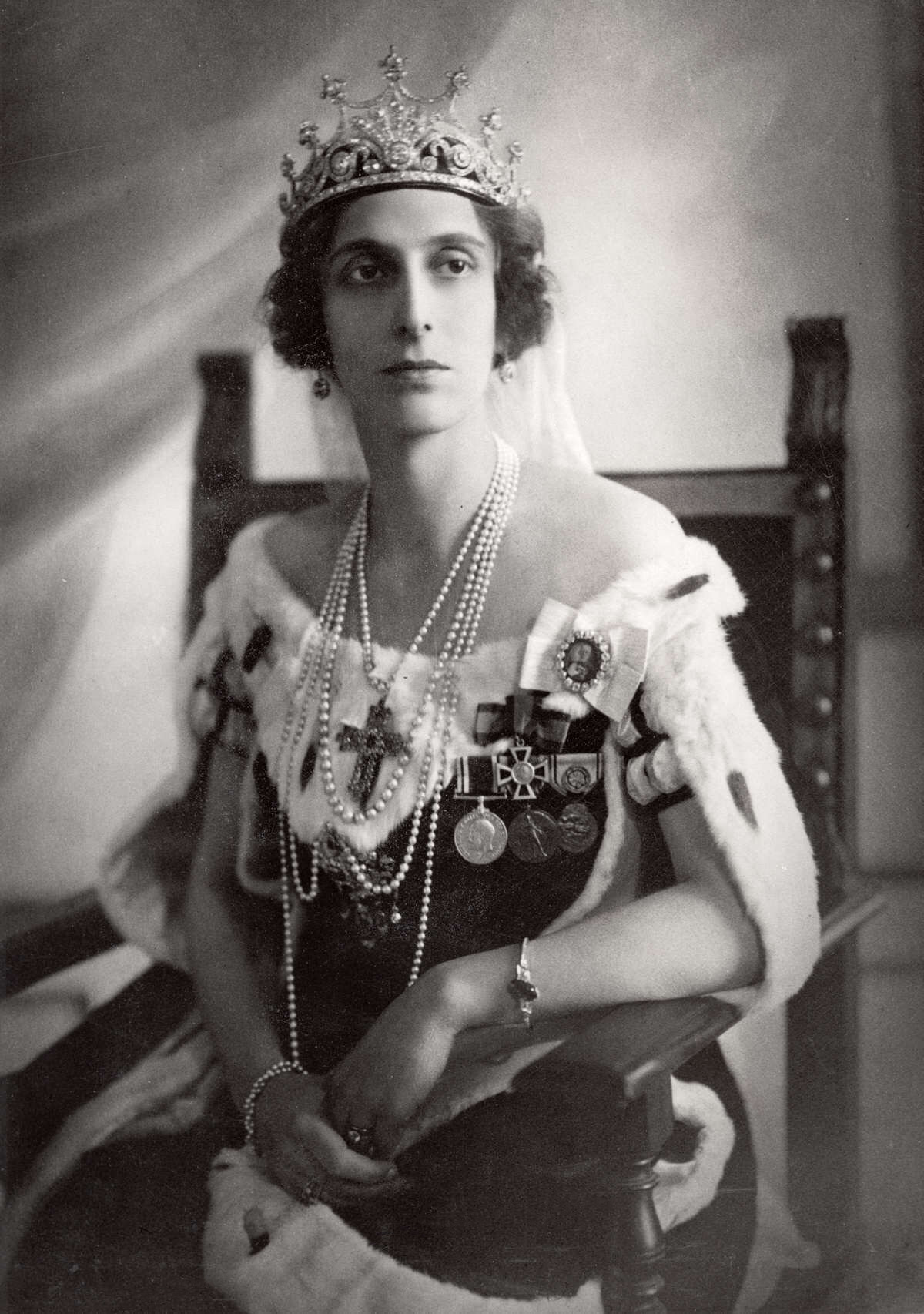
Louise Mountbatten, reine de Suède
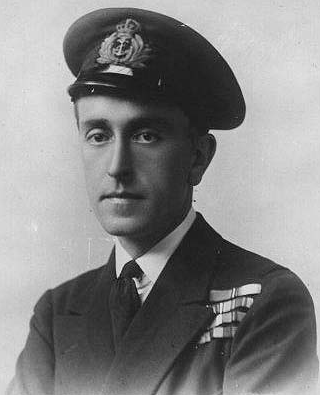
George Mountbatten
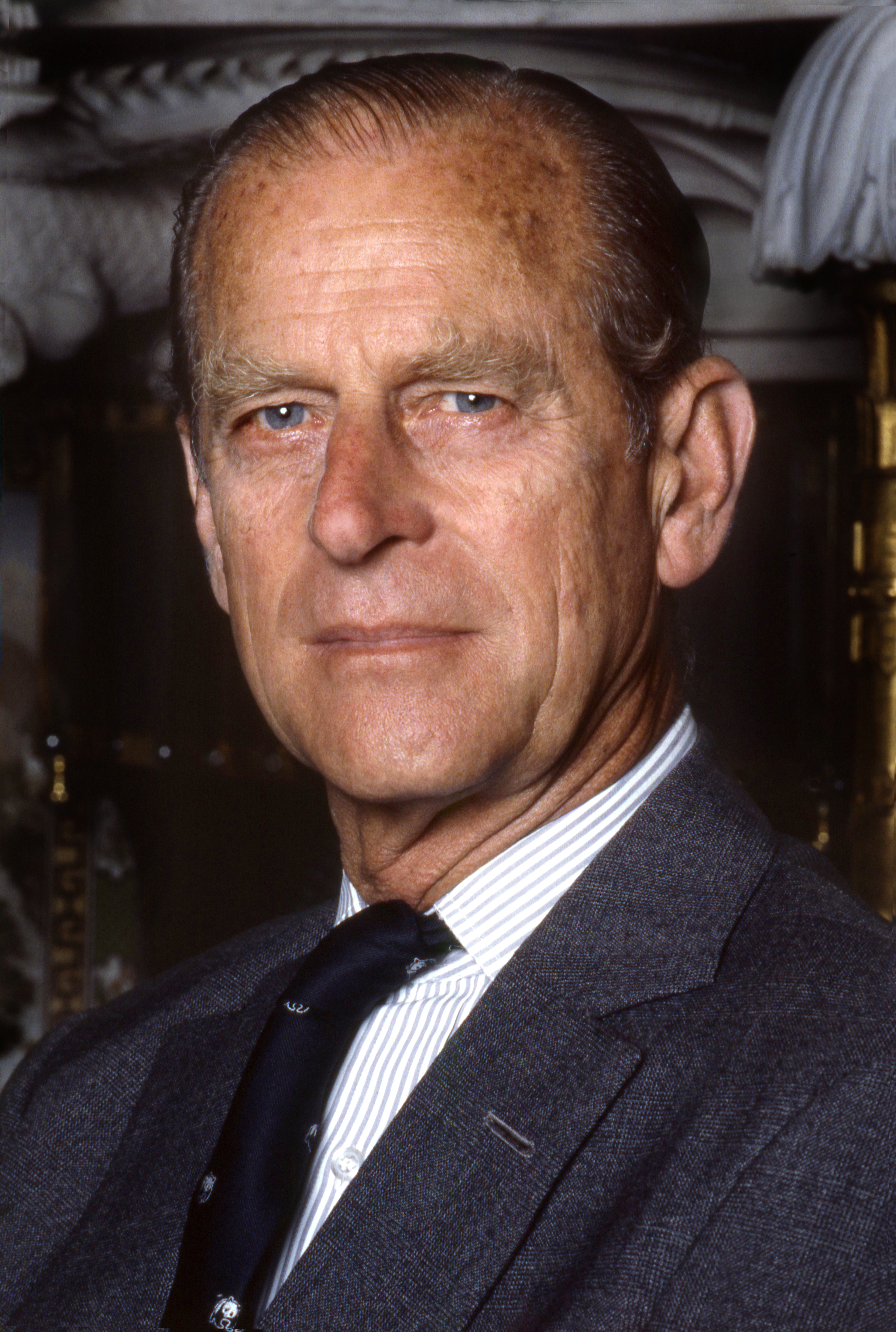
Philip Mountbatten, duc d'Édimbourg